# Хурунуи
Хурунуи (на английски: Hurunui River) е река в централна Нова Зеландия, регион Кентърбъри, окръг Хурунуи; е четвъртата по дължина река в региона Кентърбъри.
Реката извира от Южните Алпи. Протича през езерото Самнър. Влива се в Тихи океан. Площта на водосборния басейн на реката е 2670 km2.
Тя е популярно място за каране на кану и риболов. В устието на реката въведено кралска сьомга. На река, проектът се провежда, насочен към подобряване на качеството на водите и създаването на язовира.
Основни притоци:
- Джоли Брук
- Гленрей
- Мандеймас